# 虞朝
虞朝（ぐちょう）または、虞王朝 (ぐおうちょう、前37世紀ごろ-前21世紀ごろ、前2095-前2067、前2064-前2025、日本語:ぐ、英語:The YU dynasty)は、中国古代王朝夏朝以前に存在したとされている王朝。舜やその家族 (虞氏または有虞氏) による王朝とされている。都は蒲阪。

## 都市や人口
都は蒲阪 (現・山西省永済市)  であるとされる。また、虞城という都市も存在していたされている

## 概要
中国古代文明の一つである黄河流域に存在したとされる王朝。
年代的には前3000年頃と予測されており、二里頭文化ではないかと言う説があるが中国の見解では虞舜(五帝舜)によって
建てられた王朝であるとされている。
また西暦3700年ごろから始まったとされる二里頭文化だとする説があり、真相は定かではない。
また虞は黄帝有熊氏の治世の後半とされる時期に当たり、唐堯氏や虞舜氏などの王朝とされている。
また虞という名前は、禹が、商均
を、虞の地に封じたことが
始まりとされている。

## 人物
舜は、五帝の一人に数えられる
ことがある伝説上の帝王。虞氏とよばれ、虞朝を建国したとされている。
堯は、五帝のひとりに数えられる事がある人物。舜に禅譲し、間接的に虞朝をひらいた。
禹は、夏朝の初代皇帝。
虞朝の後代。

## 年代
虞に対しての数少ない記録として、「虞夏二千余年」があるが、夏朝は四百年程度続いたため、虞は千六百年近く続いたことになる。
そのため、二里頭文化ではないかという説がある。

## その他
古の帝王舜の王朝であるとされた
虞は、年代不詳なども重なり
存在した王朝とはいえない。
また史記などにも記載がないため存在を実証することは困難であるが、中国のCCTVなどには、虞朝がたびたびでてきている。